# 香港影評人協會
香港影評人協會（英語：Hong Kong Film Critics Association）成立於1995年7月，由香港一班從事電影相關的人士以及電影評論家組成，現有會員70多人。
協會宗旨是推動香港的電影發展，維護電影創作的自由。文化教育方面，協會致力培養和提供觀眾對電影的興趣，和欣賞電影的水平，藉此加強香港與其他地方的電影文化交流。此外，協會又維護香港影評人在出版等方面的權益。
協會於1996年起，每年舉辦「金紫荊獎頒獎典禮」（此獎項已於2008年暫停舉辦），以表揚香港優秀的電影文化創作者，各獎項是由協會會員以討論及投票形式決定的。
香港現有兩個主要影評人組織：香港影評人協會會員多為報刊專欄作者、媒體工作者、教育工作者及影評人等；香港電影評論學會會員則多為電影節目策劃、電影研究工作者、電影學者、電影工作者、文化人及影評人等。